# Holovciînți, Letîciv
Holovciînți (în ucraineană Головчинці) este un sat în comuna Trebuhivți din raionul Letîciv, regiunea Hmelnîțkîi, Ucraina.

## Demografie
Componența lingvistică a localității Holovciînți
     Ucraineană (99,09%)
     Alte limbi (0,91%)
Conform recensământului din 2001, majoritatea populației localității Holovciînți era vorbitoare de ucraineană (99,09%), existând în minoritate și vorbitori de alte limbi.